# Woda kolońska

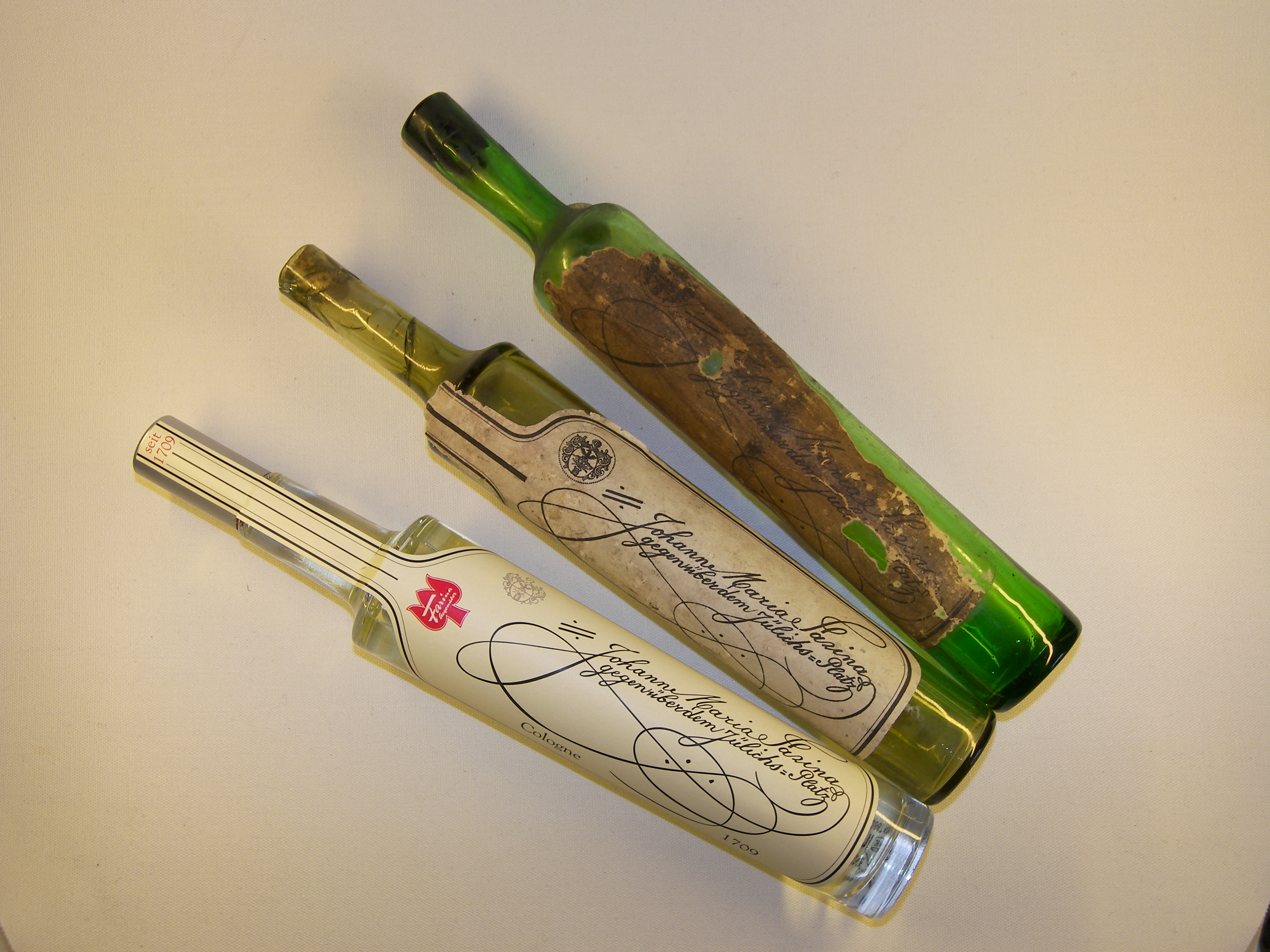
Flakony Eau de Cologne z XVIII, XIX i XX w. (logo Farina — czerwony tulipan)

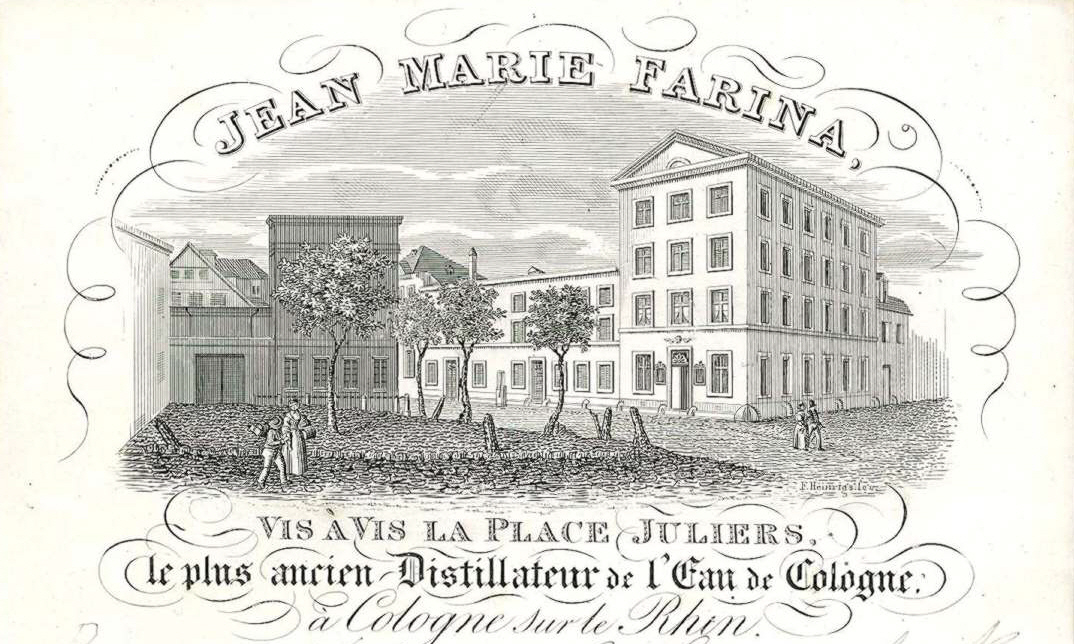
Fabryka Farina w roku 1800

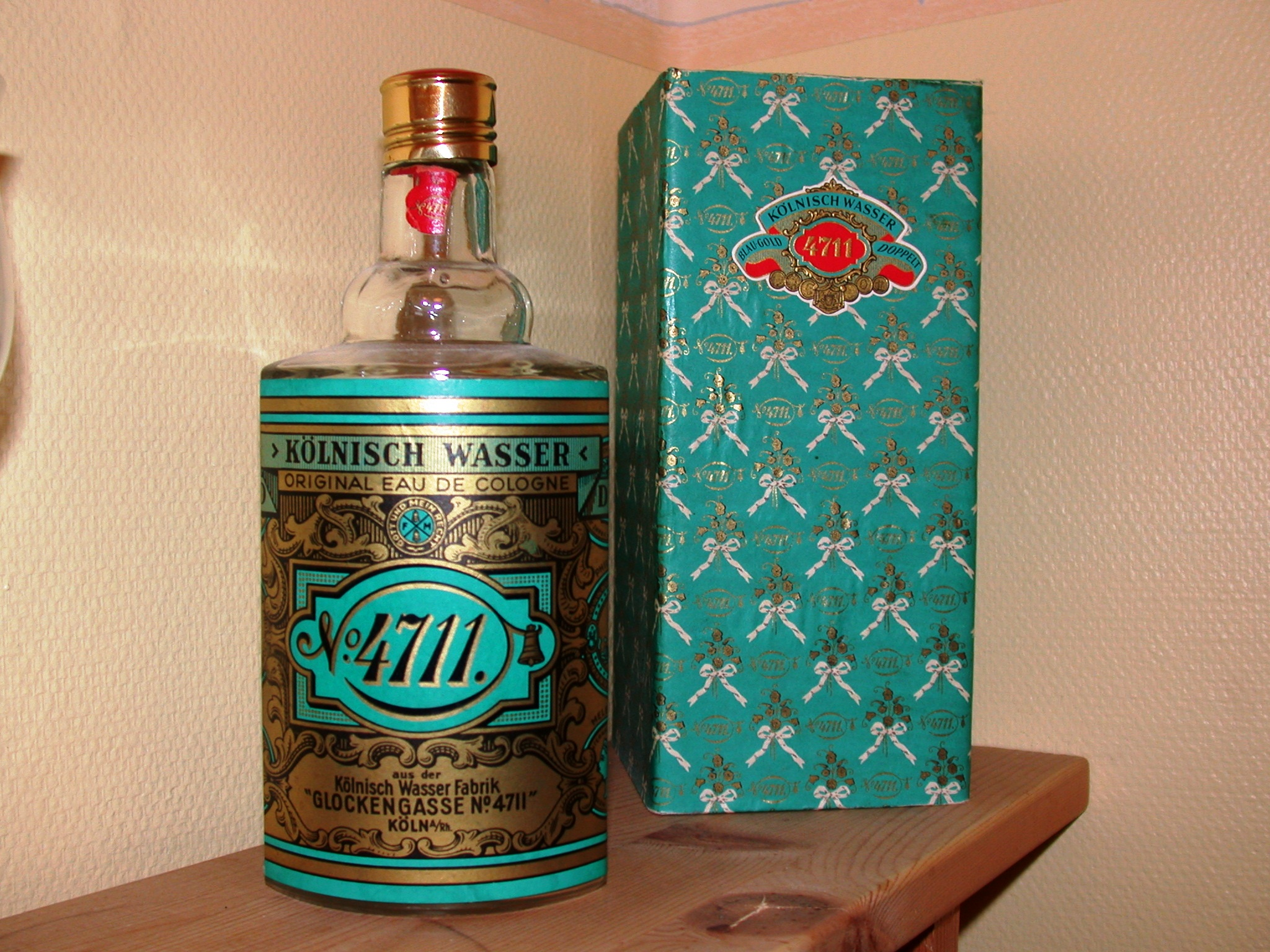
Kölnisch Wasser No. 4711
(„Original Eau de Cologne” Wilhelma Muhlensa)

Woda kolońska  (fr. eau de Cologne) – kilkuprocentowy (tradycyjnie 4–5%) roztwór olejków eterycznych w alkoholu o stężeniu około 80%. Woda kolońska zyskała światową sławę jako produkt o uniwersalnej nucie zapachowej dla mężczyzn i kobiet. Jej nazwa pochodzi od niemieckiego miasta Kolonia, gdzie jest produkowana od początku XVIII wieku. Pierwsza fabryka Eau de Cologne została założona w 1709 roku przez Włocha, Johanna Marię Farinę, perfumiarza, który opracował recepturę. Ta formulacja perfumiarska byłą wzorowana na wcześniejszym przepisie Giovanniego Paolo Feminisa. W Kolonii, w budynku nr 4711, powstała również fabryka perfum Wilhelma Muhlensa ('Wilhelm Muhlens, 4711'), produkująca „Echt Kölnisch Wasser” na podstawie receptury Fariny.

## Skład
W skład kompozycji zapachowej Eau de Cologne wchodzą olejki eteryczne:
- nuta głowy (bergamota[1], cytryna[1], pomarańcza[1]),
- nuta serca (lawenda[1], rozmaryn[1]),
- nuta bazy (neroli czyli kwiat gorzkiej pomarańczy).

Ich wzajemny stosunek ilościowy oraz wprowadzane niekiedy modyfikacje składu tej kompozycji, pozostaje tajemnicą producentów.
Składniki wody kolońskiej można również podzielić ze względu na pochodzenie botaniczne:
- olejki eteryczne z roślin, z rodziny Lamiaceae (lawenda, tymianek, rozmaryn),
- olejki eteryczne z roślin, z rodziny Rutaceae (gorzka pomarańcza, limonka, cedrat),
- olejki przyprawowe (goździki),
- fiksatywy (ekstrakt piżmowy, ekstrakty z surowców żywicznych, wanilia).

W liście do brata Farina opisał stworzony przez siebie zapach następująco: „Mój zapach przypomina włoski, wiosenny poranek po deszczu; pomarańcze, cytryny, grejpfruty, bergamotkę, cytron oraz kwiaty i zioła, rosnące w mojej ojczyźnie”.
W produkty Fariny zaopatrywały się w XVIII wieku niemal wszystkie europejskie dwory królewskie i książęce, począwszy od króla pruskiego Fryderyka Wilhelma I Hohenzollerna, poprzez cesarzową Marię Teresę Habsburg, króla Francji Ludwika XV Burbona, włącznie z królem Polski, Stanisławem Augustem Poniatowskim.
Dzięki wynalazkowi Fariny Kolonia stała się w XVIII wieku miastem słynącym z perfum. Dla uczczenia jego pamięci na wieży ratusza miejskiego umieszczono figurę przedstawiającą postać Johanna Marii Fariny.
Eau de Cologne Farina jest obecnie produkowana według zmodyfikowanej receptury przez ósme pokolenie rodu Farina.
Obecnie na rynku perfum można również znaleźć uwspółcześnione wersje tradycyjne wody kolońskiej. Zazwyczaj są lżejsze i łatwiejsze w odbiorze.

## Oryginalna woda kolońska

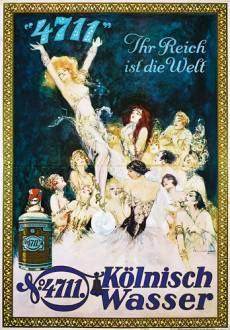
Reklama Echt Kölnisch Wasser No. 4711 z 1929 r.

Oryginalna woda kolońska (niem. Echt Kölnisch Wasser No. 4711) – woda toaletowa produkowana w Kolonii przy ulicy Glockengasse od 1792 roku do dzisiaj na podstawie receptury Włocha Johanna Marii Farina, który nazwał swoją wodę na cześć miasta, w którym osiadł z wyboru. Znak towarowy „Echt Kölnisch Wasser” lub „Original Eau de Cologne” jest zarejestrowany w Niemieckim Urzędzie ds. Patentów i Znaków Towarowych. 

### Historia
Zgodnie z legendą w 1792 roku młody kupiec Wilhelm Muelhens otrzymał w dniu swojego ślubu od mnicha kartuskiego Franza Marii Fariny tajemną recepturę na cudowną wodę „aqua mirabilis” odpowiednią do stosowania zewnętrznego i wewnętrznego. Wkrótce otworzył manufakturę i rozpoczął przy ulicy Glockengasse w Kolonii sprzedaż cudownej wody, którą należało pić dla zdrowia samą lub rozcieńczoną winem.

### Nazwa
Po zajęciu Kolonii przez wojska napoleońskie w 1796 roku francuskie władze okupacyjne zarządziły reformę administracyjną mało przejrzystego nazewnictwa ulic, by ułatwić sobie orientację i mieć lepszy wgląd w rozlokowanie żołnierzy. Budynek przy Glockengasse otrzymał numer 4711 i taką nazwę uzyskała woda toaletowa produkowana pod tym adresem. 

### Stosowanie
Początkowo wodę kolońską stosowano wyłącznie wewnętrznie, jednak kiedy cesarz Napoleon w 1810 roku zarządził, że każdy producent farmaceutyków przeznaczonych do stosowania wewnętrznego ma obowiązek opublikować ich recepturę, właściciele manufaktury 4711 przemianowali wytwarzaną przez siebie wodę toaletową na leczniczy środek odświeżający idealny dla aromaterapii. 

### Receptura

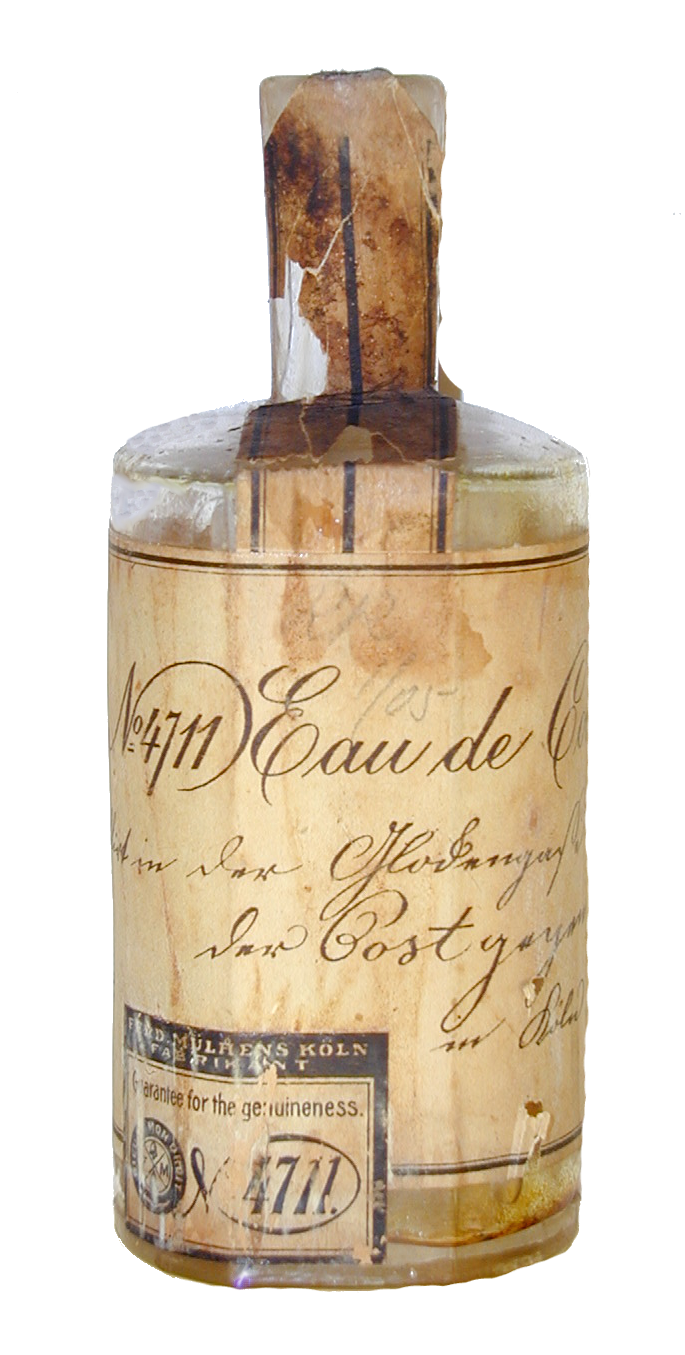
Oryginalna butelka wody kolońskiej z 1885 roku, tzw. Molanus-Flasche

Receptura Echt Kölnisch Wasser No. 4711 nadal pozostaje tajna. Wiadomo tylko, że w jej skład wchodzi bergamotka, cytryna, pomarańcza, olejek neroli, olejek petitgrain, lawenda i rozmaryn.
Na początku XX wieku, ze względu na wciąż rosnący popyt na wodę kolońską, także w Polsce, zaczęto opracowywać nowe warianty Eau de Cologne. Perfumiarze i farmaceuci, poza powyższymi składnikami, dodawali m.in: olejek ylang-ylang, olejek goździkowy. Poza tym, zaczęto wówczas wprowadzać do formulacji związki syntetyczne i izolaty z aromatycznych roślin, m.in. cytral, octan linalilu, antranilan metylu, heliotropinę, kumarynę, eugenol.